# 桑寺
21°02′08″N 106°02′24″E / 21.0355286°N 106.0400161°E
延应寺，俗称桑寺，是越南的一座佛教寺庙，位于北宁省顺成市社，始建于2世纪。2013年，越南政府將之列入國家級特殊遺蹟名錄。

## 历史
延应寺由交趾太守士燮筑于公元2世纪，当时该寺庙的所在地交趾郡羸婁也是越南的政治、经贸及宗教中心。在李朝时期，该寺庙名为禅定寺（Thiền Định tự），陈朝时期，陈英宗曾命莫挺之修复寺庙建筑。
2017年，桑寺寺内的羸楼佛像获越南政府评定为国宝。